# زياد منذر
زياد منذر ممثل صوت لبناني.

## فيلموغرافيا

### رسوم متحركة
- أبطال التايتنز إنطلقوا! - سايبورغ
- باتمان (مسلسل رسوم متحركة 1992) - ملك الساعة
- بن 10: أومنيفرس - آرجيت (الصوت الثالث)، دكتور بارادوكس (الصوت الثالث)
- سونيك بوم - أوربوت (الصوت الأول)، دايف (الصوت الأول)، دبليو تي باركر
- عرض لوني تونز (الدبلجة اللبنانية)
- ليغو فرسان نكسو - آرون (خطأ في دبلجة حلقة "الفارس الأسود")
- مستر بين - أصوات إضافية
- عالم غامبول المدهش مدرب، بانانا جو ( في بعض الحلقات الممنوعة من العرض في الموسم الثالث متوفرة في نتفلكس )

### أفلام
- أبطال التايتنز ومهمة طوكيو - سايبورغ
- تشيكن ليتل (النسخة العربية الفصحى)
- الديناصورات (النسخة العربية الفصحى)
- الفأر المتحري (النسخة العربية الفصحى، مدرج باسم زياد أبو منذر)
- فيلم ستيتش (النسخة العربية الفصحى)
- قلبا وقالبا - قبطان المروحية البرازيلي